# Dalon
Cet article concerne un ruisseau du Sud-Ouest de la France. Pour l'abbaye cistercienne, voir Abbaye de Dalon.
Le Dalon est un ruisseau français des départements de la Corrèze et de la Dordogne, en région Nouvelle-Aquitaine. C'est un affluent de l'Auvézère et un sous-affluent de l'Isle.

## Géographie

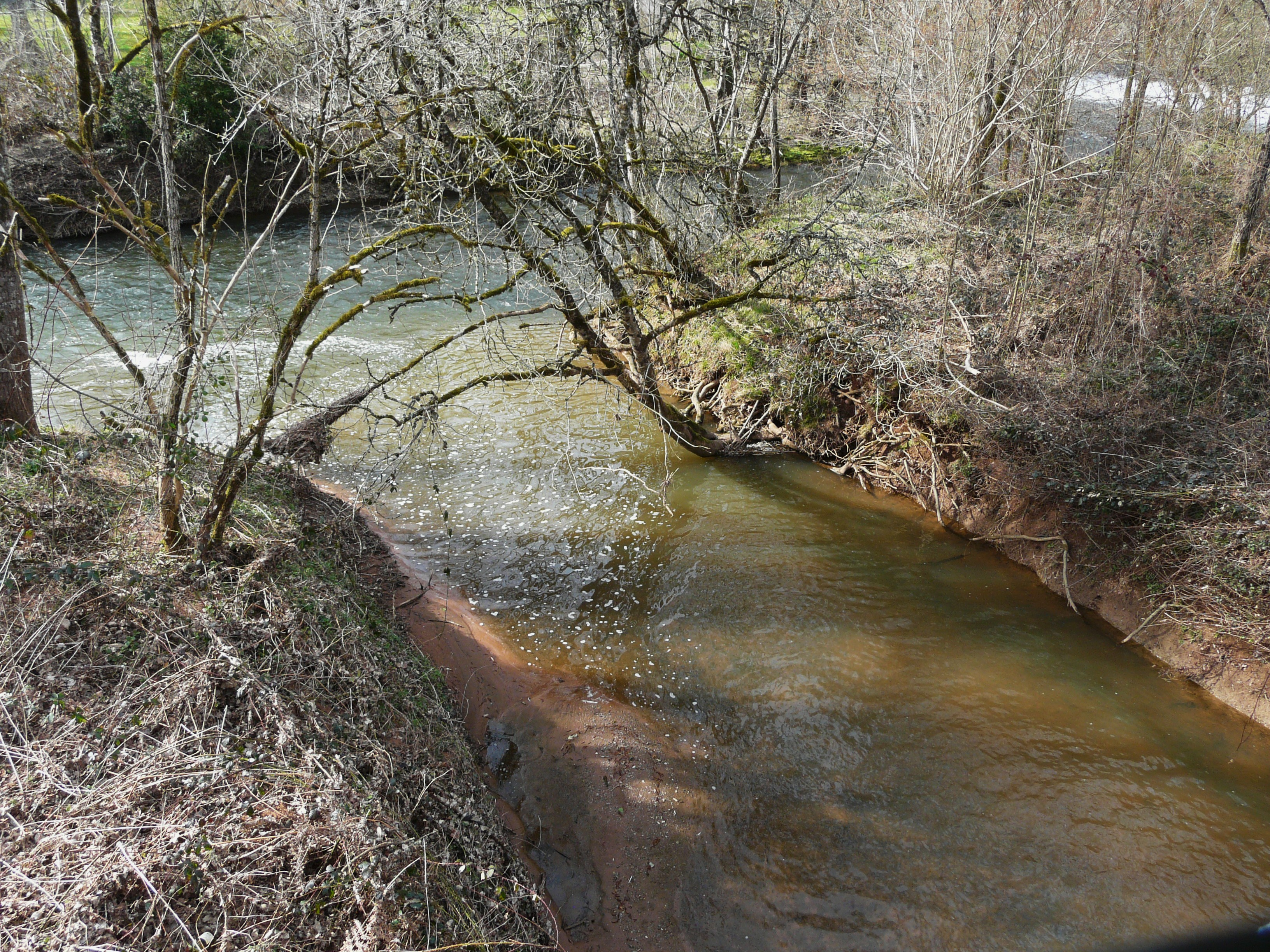
Le Dalon (en bas) conflue avec l'Auvézère
(qui coule en haut de droite vers la gauche).

Le Dalon prend sa source  en Corrèze vers 260 mètres d'altitude, sur la commune de Segonzac, deux kilomètres au sud du bourg, au sud-ouest du lieu-dit la Chabanne et à moins d'un kilomètre au nord-ouest du bourg de Saint-Robert.
Au sud-ouest du bourg de Segonzac, il passe sous la route départementale (RD) 71. Quatre kilomètres plus loin, il marque sur deux cents mètres la limite entre Corrèze et Dordogne avant de pénétrer dans ce département au niveau des ruines de l'ancienne abbaye de Dalon.
Passant successivement sous les RD 72, 72E2 et 72E1, son cours sert, sur huit kilomètres, de limite naturelle aux communes de Teillots et Boisseuilh au sud, d'une part, et Sainte-Trie et Génis au nord, de l'autre.
Sa partie terminale s'effectue dans des gorges étroites. Il est franchi par la RD 5, juste avant de confluer en rive gauche de l'Auvézère, à 147 mètres d'altitude, sur la commune de Génis, deux kilomètres au sud-ouest du bourg, une quarantaine de mètres en amont du pont de Guimalet.
Sa longueur est de 17,5 km.

### Communes et département traversés
Le Dalon arrose deux départements de la région Nouvelle-Aquitaine et cinq communes,, soit d'amont vers l'aval :
- Corrèze
  - Segonzac (source)
- Dordogne
  - Sainte-Trie
  - Teillots
  - Boisseuilh
  - Génis (confluence avec l'Auvézère)

### Bassin versant
Le bassin versant du Dalon représente une zone hydrographique qui s'étend sur 69 km2. Il est constitué à 61,59 % de « territoires agricoles », à 37,92 % de « forêts et milieux semi-naturels », à 1,07 % de « territoires artificialisés », et à 0,41 % de « surfaces en eau ».

#### Affluents

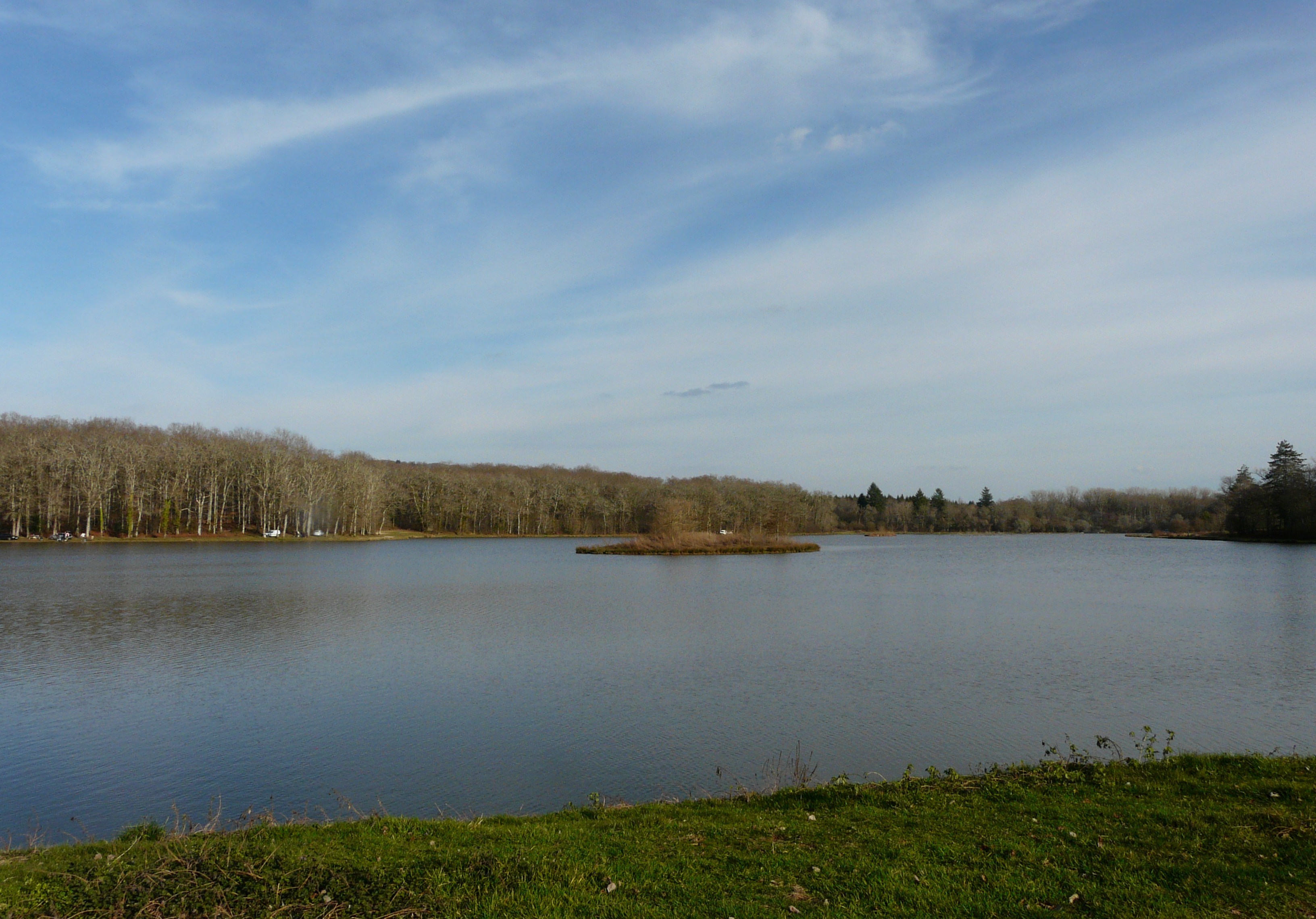
L'étang de Born alimenté par le principal affluent du Dalon.

Le Sandre répertorie quatorze affluents au Dalon. Aucun d'entre eux n'a de nom. Le principal a sept affluents et fait 10,5 km de long. Il alimente l'étang de Born en forêt domaniale de Born.
Quatre affluents du Dalon ayant au moins un affluent, le rang de Strahler du Dalon est de trois.

## Environnement
Sur la commune de Génis, entre Paquetie et Vieillecroze, et jusqu'à sa confluence avec l'Auvézère près du lieu-dit Guimalet, le Dalon s'écoule dans des gorges boisées sur environ trois kilomètres et demi, dans une zone naturelle d'intérêt écologique, faunistique et floristique (ZNIEFF) de type 2, remarquable pour sa flore,.
Par ailleurs, le principal affluent du Dalon s'écoule sur deux kilomètres et demi en forêt domaniale de Born, une autre ZNIEFF de type 2,. Il alimente l'étang de Born qui s'étend sur seize hectares.

## Monuments ou sites remarquables à proximité
- À Sainte-Trie, le logis, le pigeonnier et les ruines de l'abbaye de Dalon[9].

## Galerie

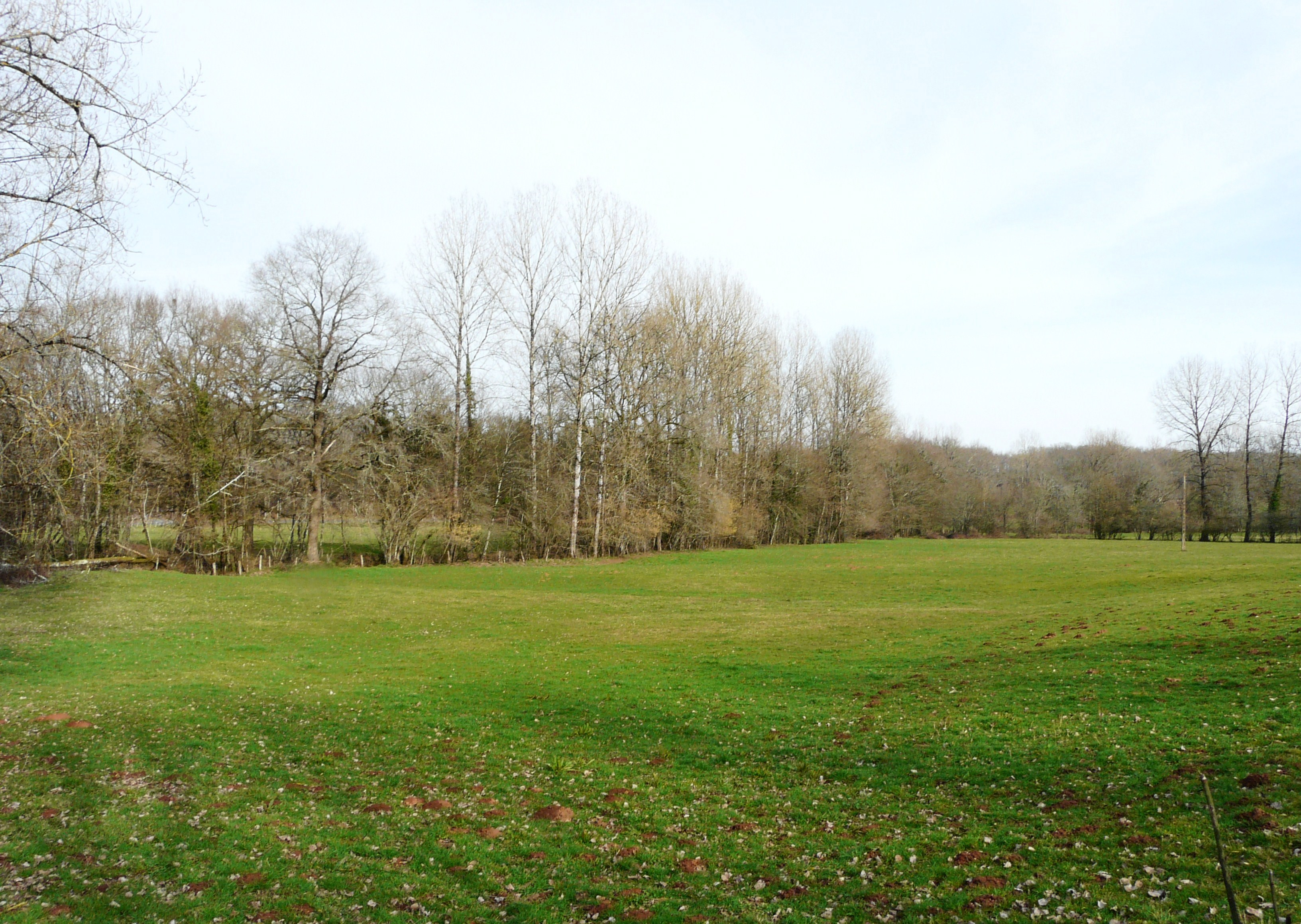
La vallée du Dalon à Boisseuilh, près du lieu-dit le Petit Moulin.
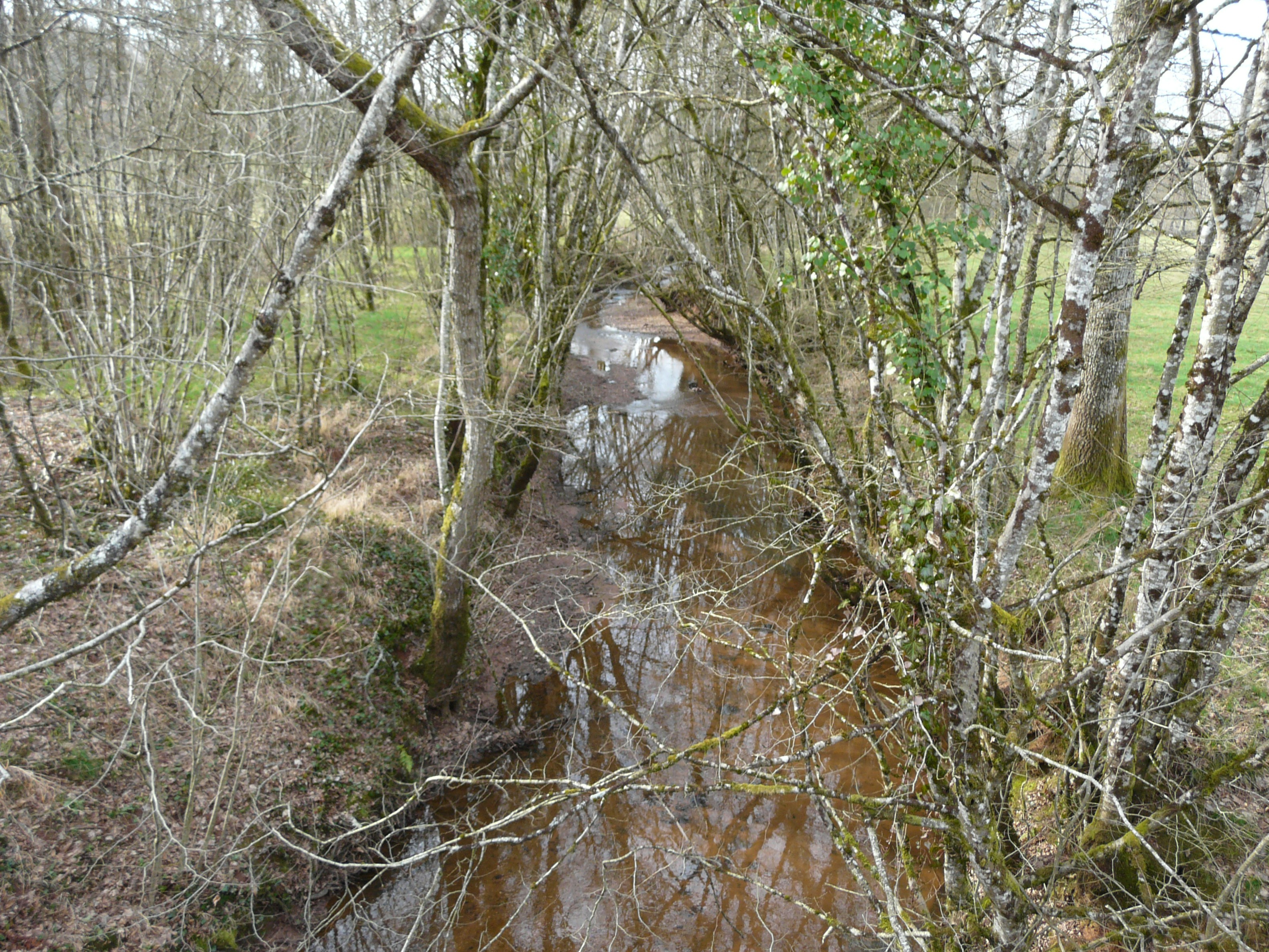
Le Dalon au pont de la route départementale 72.
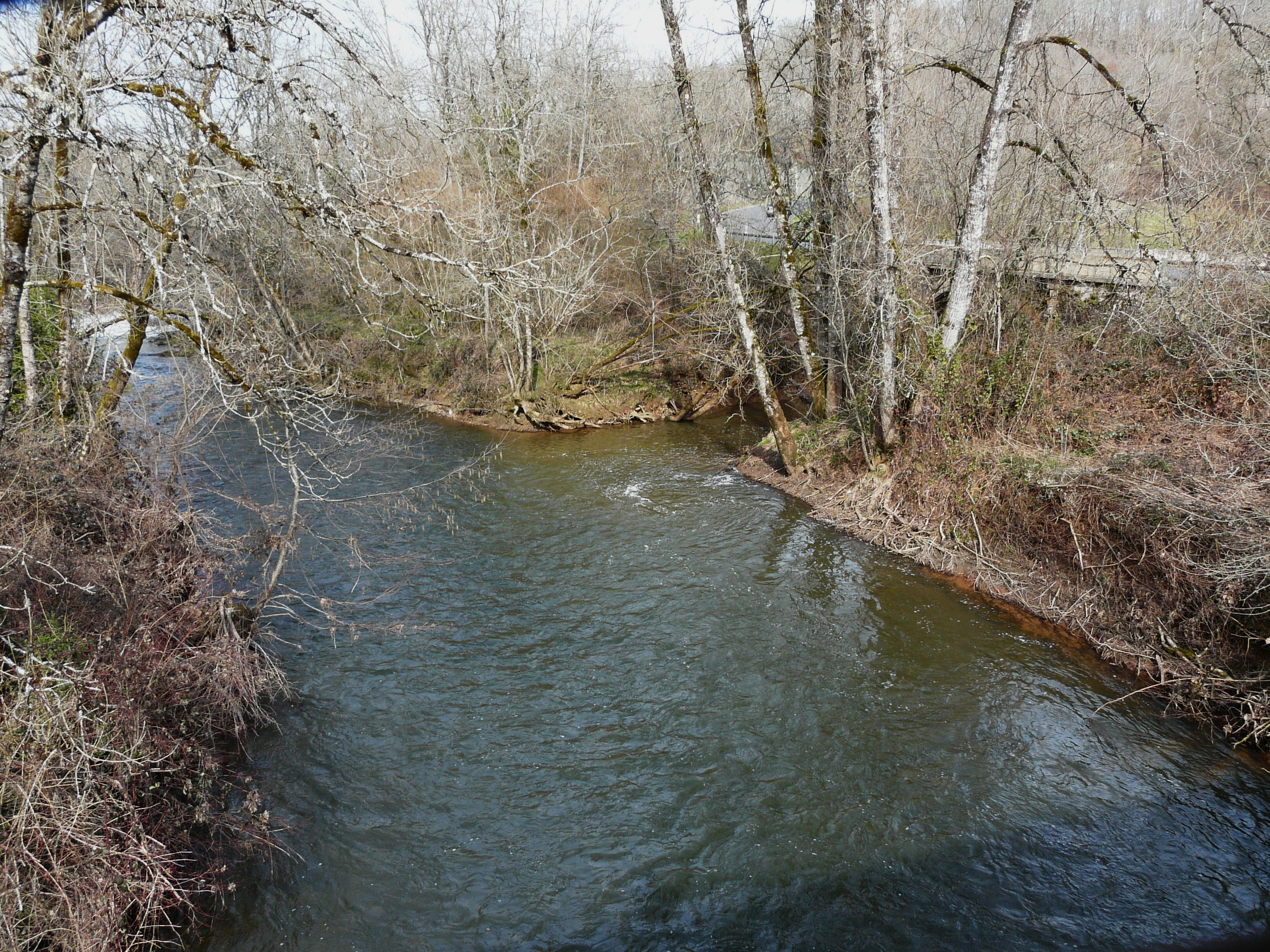
Le Dalon (sur la droite) conflue avec l'Auvézère.
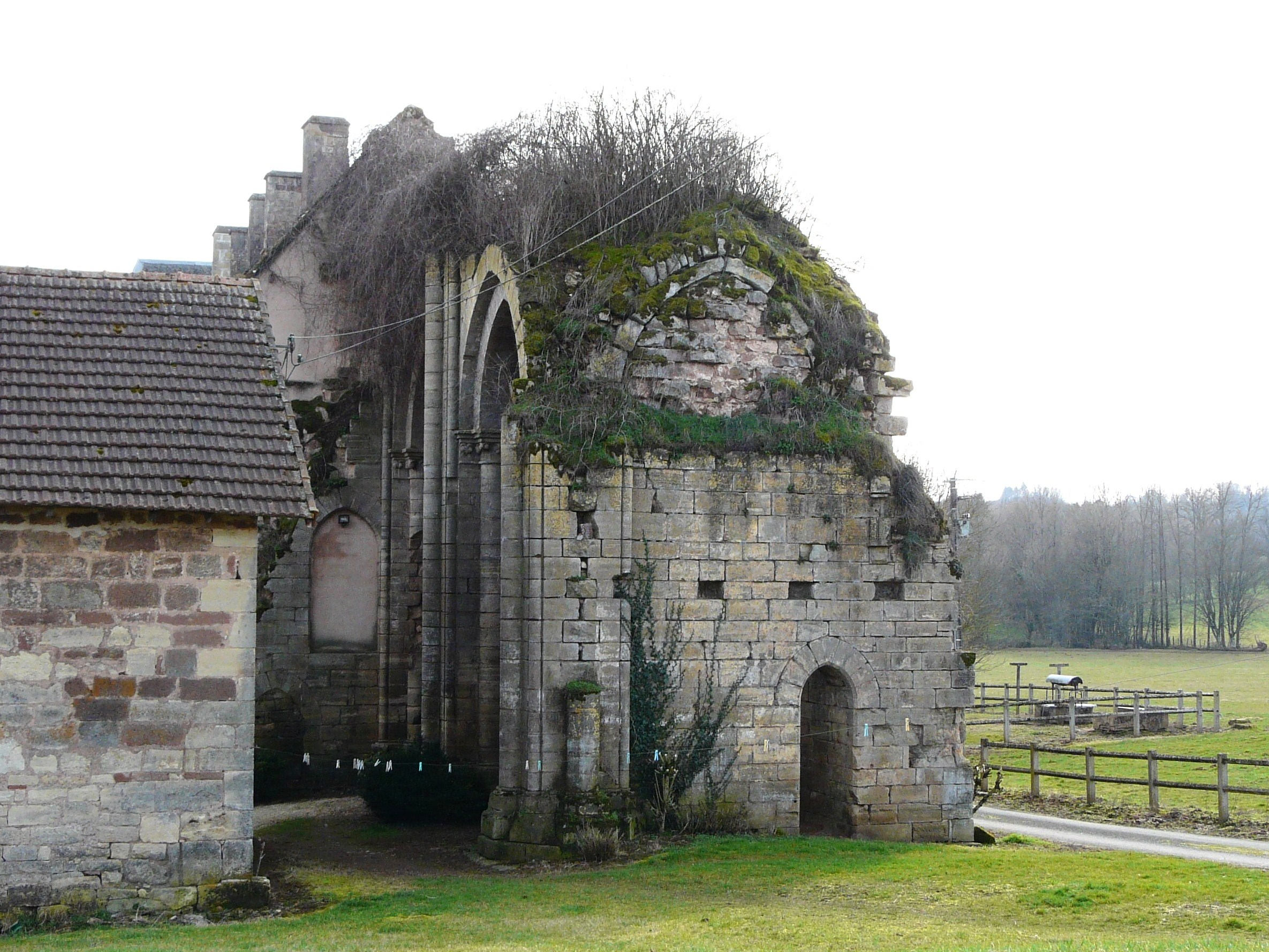
Les ruines de l'abbaye de Dalon.
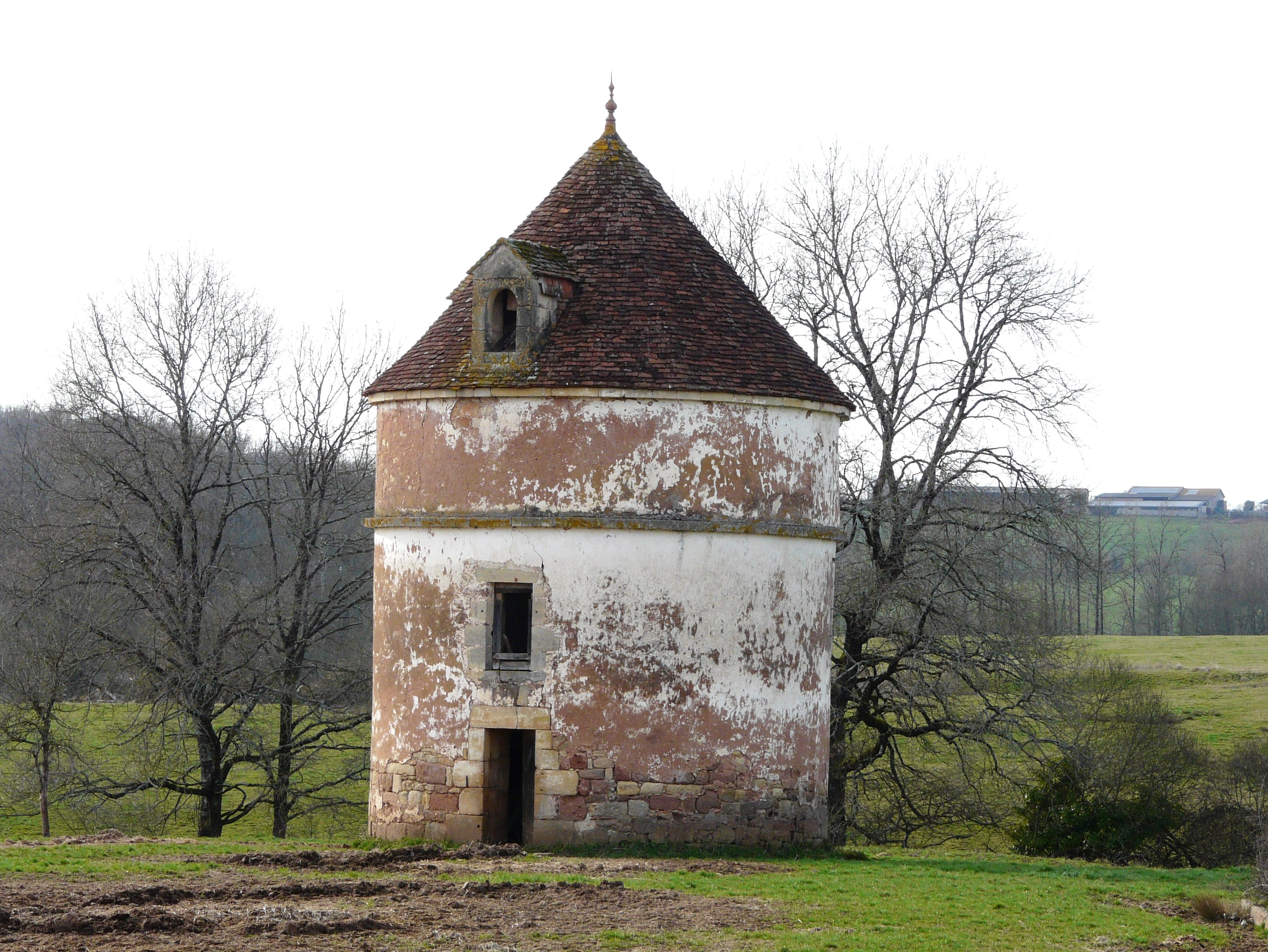
Le pigeonnier de Dalon.